# Carmen Balcells
Carmen Balcells Segalá (Santa Fe de Segarra, Olujas, Lérida, 9 de agosto de 1930-Barcelona, 20 de septiembre de 2015) fue una agente literaria española. Fue muy valorada por los autores, ya que logró eliminar los contratos vitalicios y otros excesos editoriales e imponer las cláusulas de cesión por tiempo limitado de un libro. Se la considera la impulsora de boom latinoamericano.

## Biografía
Hija mayor de cuatro hermanos, nació en el seno de una familia de pequeños propietarios rurales en Santa Fe de Segarra, pequeña localidad leridana de la comarca de la Segarra de solo cincuenta habitantes. Cursó los estudios primarios en su pueblo natal. En 1946 se trasladó con su familia a Barcelona, donde haría diversos trabajos no relacionados con la literatura.
En 1955, entró en contacto con el poeta español Jaume Ferran y con otros escritores destacados de aquellos años, como los hermanos Ferrater, Jaime Gil de Biedma, Carlos Barral, Juan Goytisolo, Josep Maria Castellet, etcétera. Tras esto, comenzó a trabajar como corresponsal en Barcelona en la agencia literaria ACER, propiedad del escritor rumano Vintilă Horia. Tiempo después éste se marchó a vivir a París, lo que le llevó a Carmen a fundar la Agencia Literaria Carmen Balcells.
Comenzó con la gestión de los derechos de traducción de autores extranjeros. Posteriormente, sería Luis Goytisolo el primer autor español a quien representó y al que seguiría una larga lista de destacados autores: Gabriel García Márquez, Mario Vargas Llosa, Julio Cortázar, Carlos Fuentes,  Pablo Neruda, Miguel Delibes, Álvaro Mutis, Camilo José Cela, Arturo Uslar Pietri, Vicente Aleixandre, Gonzalo Torrente Ballester, Manuel Vázquez Montalbán, José Luis Sampedro, Terenci Moix, Juan Carlos Onetti, Jaime Gil de Biedma, Carlos Barral, Josep Maria Castellet, Juan Goytisolo, Alfredo Bryce Echenique, Juan Marsé, Eduardo Mendoza, Isabel Allende, Rosa Montero y Gustavo Martín Garzo, entre otros.
Balcells también fundó en 1981 la agencia RBA de servicios editoriales, junto a Ricardo Rodrigo y el editor Roberto Altarriba, si bien la abandonó cuando sus socios pasaron a convertirse en directivos en Planeta-De Agostini y considerar que su posición en la editorial era incompatible con su condición de agente literaria.
Con casi cuarenta años de trabajo en su haber, Balcells anunció, en mayo de 2000, que se retiraba como agente literaria, después de recibir la Medalla de Oro de Bellas Artes y ser investida doctora honoris causa por la Universidad Autónoma de Barcelona. Su agencia literaria pasó a ser dirigida por Gloria Gutiérrez. 
Paralelamente, en 2003 apoyó a los editores españoles Diana Zaforteza y Enric Cucurella en la fundación de Alpha Decay. Cinco años más tarde, regresó a tomar las riendas de su agencia al haber perdido autores importantes como Guillermo Cabrera Infante y Roberto Bolaño, que se marcharon a la agencia de Andrew Wylie, conocido en el sector editorial como el Chacal, y también por la pérdida de autores españoles como Gonzalo Suárez, Luisgé Martín y Daniel Vázquez Sallés. 
En 2010 el Ministerio de Cultura de España compró sus cincuenta años de archivo personal en tres millones de euros. Representó a seis premios Nobel de Literatura: García Márquez, Vargas Llosa, Asturias, Cela, Aleixandre y Neruda. Balcells se asoció con Andrew Wylie para construir una de las agencias literarias más importantes del mundo.
Carmen Balcells falleció el 20 de septiembre de 2015 a la edad de 85 años en su hogar, ubicado en Barcelona.
Tras su muerte, su hijo Luis Miguel Palomares se convirtió en el único propietario y director de la agencia.
El 12 de enero se realizó un homenaje a Carmen Balcells en el Palacio de la Música en Barcelona. A ella asistieron escritores tan importantes como Carme Riera, Mario Vargas Llosa, Eduardo Mendoza y Miquel de Palol. También estuvieron presentes muchas instituciones. El teniente de alcalde Jaume Asens insistió al secretario de Estado de Cultura, José María Lassalle, que el destino del archivo de la agencia Balcells es Barcelona, a pesar de que dicho archivo fuera adquirido por el Estado. También discutieron la creación de una Fundación Carmen Balcells, cuya sede sería Barcelona.

## Vida personal
En 1961 Carmen Balcells se casó con Luis Palomares, con quien tres años más tarde tuvo a su único hijo, Luis Miguel. Aunque era copropietario de la agencia junto a su madre, Luis Miguel se mantuvo al margen del negocio materno hasta su fallecimiento, cuando heredó la empresa en su totalidad y comenzó a dirigirla a los 51 años.

## Premios y reconocimientos
Fue la agente literaria más famosa en el mundo de las letras hispanas. Por ello, recibió numerosos reconocimientos, entre los que destacan los siguientes:
- 1997: Medalla de Honor de Barcelona.
- 2000: Medalla al Mérito Artístico, concedida por el Ayuntamiento de Barcelona.[14]
- 2000: Medalla de Oro de Bellas Artes.
- 2005: Doctora honoris causa por la Universidad Autónoma de Barcelona.[15]
- 2006: Premio Cruz de San Jorge.
- 2006: Premio Montblanc Mujer.[16]
- 2015: Gran Cruz de la Orden Civil de Alfonso X el Sabio.